# جنرال فیلم دیستریبوتورز

لوگو شرکت

جنرال فیلم دیستریبوتورز (انگلیسی: General Film Distributors) یک شرکت توزیع فیلم در بریتانیا بوده است.
این شرکت که در لندن قرار داده است مابین سال‌های ۱۹۳۵ تا ۱۹۹۶ میلادی فعالیت می‌کرده و از سال ۱۹۳۷ بخشی از شرکت رنک اورگنازیشن بوده است.

## فیلم‌شناسی
- یه داستان کانتربوری
- جوان و بی‌گناه
- پیگمالیون
- مدار ۴۹ درجه
- کفش‌های قرمز
- معادن شاه سلیمان
- سالن رقص
- تبهکاران لاوندر هیل
- برق‌گیر
- پی‌پت دشتی
- جوجه اردک زشت
- اسکات از قطب جنوب
- کریستف کلمب
- میراندا
- علامت قابیل
- نیکلاس نیکلبی
- اختلاس
- آهنربا
- عنکبوت
- گاه‌شماری
- مرد تاریکی
- نانس